# راکیتی (شهرستان میخایلوفسکی، سرزمین آلتای)
راکیتی (به لاتین: Rakity) یک منطقهٔ مسکونی در روسیه است که در سرزمین آلتای واقع شده‌است.